# Браунштейн Олександр Овсійович
Олекса́ндр Овсі́йович Браунште́йн (* 13 (26) травня 1902, Харків — † 1 липня 1986, Москва) — український та російський біохімік радянських часів, академік АН СРСР — 1964, та АМН СРСР — 1945, 1941 — лауреат Сталінської премії, Герой Соціалістичної Праці, 1980 — лауреат Ленінської премії, нагороджений трьома орденами Трудового Червоного Прапора, орденом Леніна.

## Життєпис
Його батько був лікарем-офтальмологом. 1925 року закінчив Харківський медичний інститут, три роки проходив аспірантуру при Біохімічному інституті Наркомату охорони здоров'я. 1928 року захищає дисертацію — щодо взаємодії гліколізу та обміну фосфатів в еритроцитах кролика.
В 1928—1935 роках працює в Біохімічному інституті Наркомздоров'я СРСР та Центральному державному інституті професійних захворювань. У цьому часі досліджує процеси гліколітичного дихального фосфорилювання та шляхи метаболітичного знешкодження ароматичних сполук.
З 1936 року завідує лабораторією інтермедіарного азотистого обміну, де 1937-го разом з М. Г. Кріцман відкрив реакції трансамінування.
З 1936 по 1960 рік завідує лабораторіями — проміжного азотистого обміну — у Всесоюзному інституті експериментальної медицини, та Інституті біологічної та медичної хімії. 1941 року евакуйований разом із науковим закладом в Сибір.
Після повернення з евакуації зосереджується на попередньому вивченні ферментів трансамінування та встановленні важливої ролі цього процесу в клітинному обміні.
В 1952—1953 роках разом з М. М. Шемякіним розпрацював та розробив загальну теорію піридоксалевого каталізу. Незалежно від них дану теорію опрацював американський вчений Е. Е. Снелл, теорія відома як Браунштейна-Снелла (Snell-Braunstein theory).
З 1960 — завідувач лабораторії хімічних основ біологічного каталізу Інституту молекулярної біології АН СРСР.

## Наукова робота
Є автором більш як 180 наукових робіт, зокрема, досліджень в царині обміну амінокислот та хімії ферментів. Обґрунтовував первинну роль трансамінування у процесах асиміляції та дисиміляції азоту. В ході досліджень виявив участь вітаміну В6 в багатьох процесах перетворень. Виходячи з цього, 1952 року розробив спільно з М. М. Шемякіним основу теорії дії ферментів, котрі містять вітамін В6.
Серед робіт:
- «Утворення амінокислот шляхом інтермолекулярного перенесення аміногрупи», «Біохімія», 1937, — разом з М. Г. Кріцман,
- «Ферментна система переамінування, її біологічне значення та механізм дії», 1939,
- «Переамінування та інтегруючі функції амінодикарбонових кислот в азотистому обміні», 1947,
- «Біосинтез глютатіону в переживаючих тваринних тканинах», 1948,
- «Біохімія амінокислотного обміну», М., 1949,
- «Теорія процесів амінокислотного обміну, каталізованих піридоксалевими ензимами», «Біохімія», 1953, разом з М. М. Шемякіним,
- «Вітаміни групи В та процеси обміну амінокислаот», «Український біохімічний журнал», 1955,
- «Головні шляхи асиміляції і дисиміляції азоту у тварин», 1957,
- «Теоретичні та експериментальні критерії для раціональної класифікації фосфопіридоксалевих фрагментів на основі механізму каталізованих ними реакцій», 1974.

Похований на Кунцевському кладовищі.